# 香港立法會主席

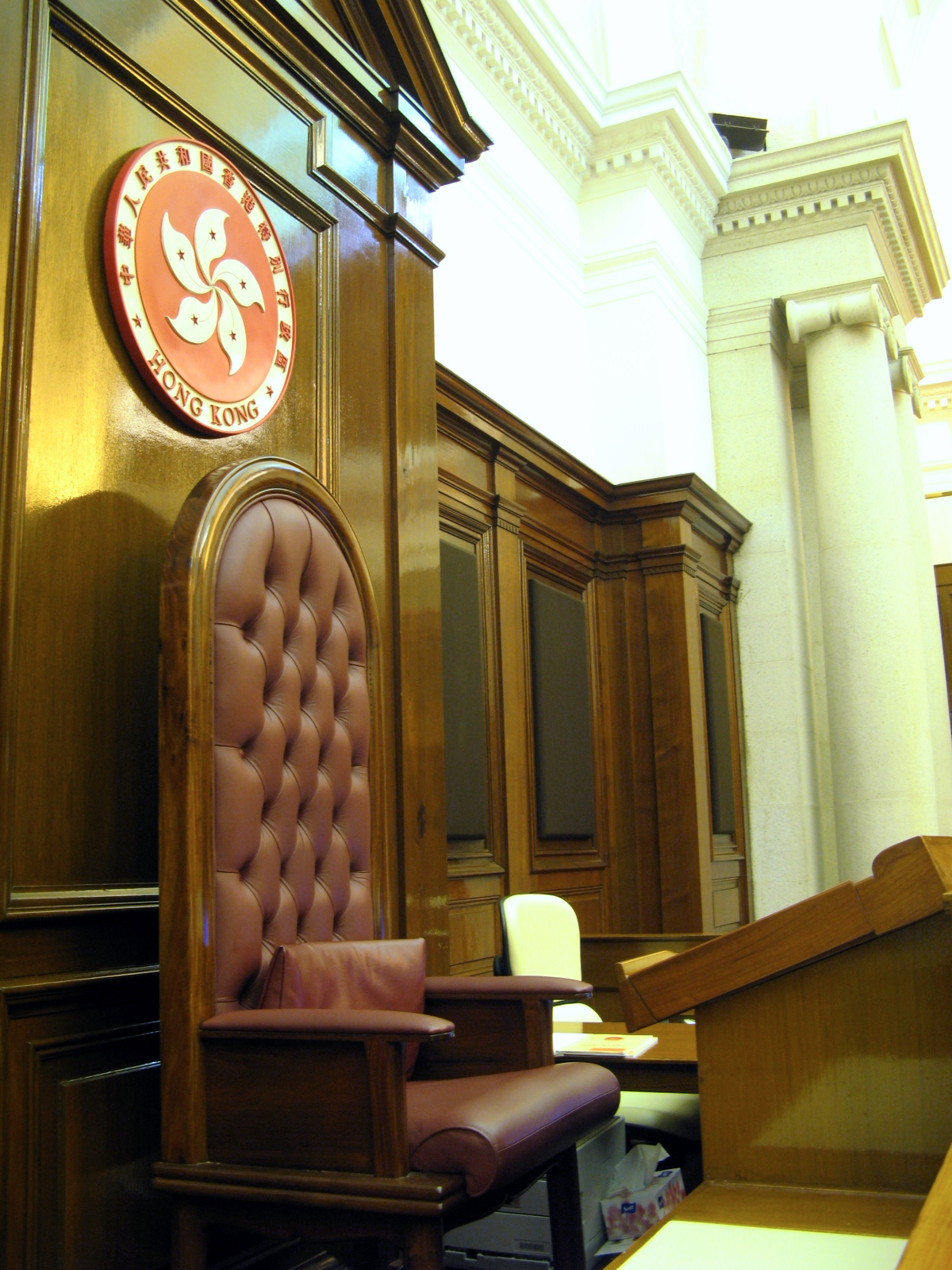
立法會大樓立法會主席專座

香港特別行政區立法會主席（英語：President of the Legislative Council of Hong Kong）是香港立法機關的議長，並且同時兼任全體委員會主席，負責主持會議。1997年以前稱立法局主席，1997年至1998年稱臨時立法會主席。1993年前，按照《1843年皇室訓令》第五條規定，立法局主席由香港總督兼任。1993年以後，主席一職改由議員互選產生，承沿至今。

## 主席選舉
立法會主席由立法會議員於每屆首次會議中選出，由立法會秘書處於首次會議前向各議員發出提名邀請。2017年前，首次會議由未獲提名的議員中連續擔任議員時間最長且按中文姓名繁體字筆劃較少者主持，實際行使主席職權。若獲提名的議員多於一人，各議員以不記名方式選出。於首輪投票中若多於一名獲提名議員獲得相同的最高票數，則進行次輪投票，於相同最高票數者中選出；若在次輪投票中仍未能出現最高票者同票情況，則由主持會議的議員以抽籤方式選出。在2017年議事規則受修改後，改由立法會秘書長主持會議。
按《香港基本法》規定，立法會主席須由年滿40歲，在香港通常居住連續20年，無外國居留權，身為香港永久性居民的中國公民擔任。

## 職權
立法會主席負責主持立法會及全體委員會（Committee of the Whole Council）會議，並根據基本法享有下列職權：
- 主持會議；
- 決定議程，政府提出的議案須優先列入議程；
- 決定開會時間；
- 在休會期間可召開特別會議；
- 應行政長官要求召開緊急會議；
- 立法會議事規則所規定的其他職權。

然而，立法會主席並非內務委員會的成員，亦不能成為立法會任何委員會的成員（行政管理委員會除外）。
主席無法執行職務或缺席會議時，由代理主席（即內務委員會主席；若缺席或無法代行，即內務委員會副主席）代行職務。此外，當主席任期結束後，選舉新一任主席前，最資深的議員代理主席職權，直至選出新主席。

## 福利
立法會主席可獲得以下的福利：
- 月薪HK$202,000（一般立法會議員薪金的200%）
- 每年酬酢開支HK$221,520
- 香港特別行政區排名第7位（與行政會議非官守召集人以及其他行政會議成員並列）
- 可分配位於立法會綜合大樓內的立法會主席辦公室
- 有專用的車牌，為「LC 1」，是英語「Legislative Council」的縮寫。
- 其餘福利與一般立法會議員一樣[4]

## 歷任大會立法會主席

### 回歸前（1841-1997）

#### 英屬香港立法局議員（1841年－1997年6月30日）
自立法局成立以來，香港總督兼任立法局的主席。二戰期間的1941年11月13日，楊慕琦宣布立法局無限期休會。同年12月25日，楊慕琦向日軍投降。日佔時期，華民代表會及華民各界協議會成為當時的諮詢機構。香港重光後，英軍在香港成立軍政府。1946年5月1日恢復文官政府管治，楊慕琦復任，立法局復會。
為配合1997年6月30日香港主權移交，立法會主席將由議員互選產生，1991年10月，時任港督衛奕信開始實行過渡措施，任命施偉賢為立法局副主席，代其主持日常會議。1993年2月19日，末代港督彭定康辭任主席，立法局非官守議員首次互選主席，當日由時任布政司霍德爵士代理立法局主席。最後，原副主席施偉賢當選首位互選主席，結束總督兼任立法局主席時期，黃宏發擔任最後一任立法局主席至1997年6月30日。
| 任             | 肖像           | 主席                      | 任期                      | 任期                      | 任期                      | 政黨 | 政黨   | 選區     | 選舉                                 |
| 任             | 肖像           | 主席                      | 上任                      | 離任                      | 時長                      | 政黨 | 政黨   | 選區     | 選舉                                 |
| -------------- | -------------- | ------------------------- | ------------------------- | ------------------------- | ------------------------- | ---- | ------ | -------- | ------------------------------------ |
| 1993年前的主席 | 1993年前的主席 | 参见香港總督#香港總督列表 | 参见香港總督#香港總督列表 | 参见香港總督#香港總督列表 | 参见香港總督#香港總督列表 |      |        |          |                                      |
| 29             |                | 施偉賢 爵士               | 1993年2月19日             | 1995年7月31日             | 2年162天                  |      | 無黨籍 | 委任     | 不適用                               |
| 30             |                | 黃宏發                    | 1995年10月11日            | 1997年6月30日             | 1年262天                  |      | 無黨籍 | 新界東南 | 1995年（回歸前的最後一個立法局選舉） |

### 回歸後（1997－）

#### 香港特別行政區臨時立法會議員（1997年7月1日－1998年6月30日）
| 任 | 肖像 | 主席     | 任期          | 任期          | 任期     | 政黨 | 政黨          | 選區   | 屆別                                   |
| 任 | 肖像 | 主席     | 上任          | 離任          | 時長     | 政黨 | 政黨          | 選區   | 屆別                                   |
| -- | ---- | -------- | ------------- | ------------- | -------- | ---- | ------------- | ------ | -------------------------------------- |
| 1  |      | 范徐麗泰 | 1997年1月25日 | 1998年6月30日 | 1年156天 |      | 無黨籍 建制派 | 不適用 | 臨時（回歸後的最後一個臨時立法會選舉） |

#### 香港特別行政區立法會議員（1998年6月30日－至今）
| 任 | 肖像           | 主席     | 任期           | 任期           | 任期     | 政黨     | 政黨          | 行政長官 |  | 選區           |  |
| 任 | 肖像           | 主席     | 上任           | 離任           | 時長     | 政黨     | 政黨          | 行政長官 |  | 選區           |  |
| -- | -------------- | -------- | -------------- | -------------- | -------- | -------- | ------------- | -------- |  | -------------- |  |
| 1  |                | 范徐麗泰 | 1998年7月2日   | 2000年6月30日  | 1年364天 |          | 無黨籍 建制派 | 董建華   |  | 選舉委員會     |  |
| 1  | 2000年10月4日  | 范徐麗泰 | 2004年9月30日  | 3年362天       |          |          | 無黨籍 建制派 | 董建華   |  | 選舉委員會     |  |
| 1  | 2004年10月6日  | 范徐麗泰 | 2008年9月30日  | 3年360天       | 曾蔭權   |          | 無黨籍 建制派 | 香港島   |  |                |  |
| 2  |                | 曾鈺成   | 2008年10月8日  | 2012年9月30日  | 曾蔭權   | 3年358天 |               | 民建聯   |  | 香港島         |  |
| 2  | 2012年10月10日 | 曾鈺成   | 2016年9月30日  | 3年356天       | 梁振英   |          |               | 民建聯   |  | 香港島         |  |
| 3  |                | 梁君彥   | 2016年10月12日 | 2021年12月31日 | 5年80天  |          | 經民聯        | 林鄭月娥 |  | 工業界（第一） |  |
| 3  | 2022年1月4日   | 梁君彥   | 現任           | 3年182天       | 李家超   |          | 經民聯        |          |  | 工業界（第一） |  |

## 歷任代理主席

### 英屬香港立法局（1843年－1997年）
立法局內務委員會主席（由非官守議員擔任時期）
| 任 | 主席     | 政黨 | 政黨         | 選區   | 屆別       |
| -- | -------- | ---- | ------------ | ------ | ---------- |
| -  | 杜葉錫恩 |      | 無黨籍親中派 | 市政局 | 九一至九五 |
| -  | 梁智鴻   |      | 早餐派       | 醫學界 | 九五至九七 |

### 香港特別行政區立法會（1997年－）
立法會內務委員會主席
| 任 | 主席     | 政黨       | 政黨   | 選區         | 屆別   |
| -- | -------- | ---------- | ------ | ------------ | ------ |
| 1  | 梁智鴻   |            | 早餐派 | 醫學界       | 第一屆 |
| 2  | 周梁淑怡 |            | 自由黨 | 批發及零售界 | 第二屆 |
| 3  | 劉健儀   | 航運交通界 | 自由黨 | 第三屆       |        |
| 3  | 劉健儀   | 航運交通界 | 自由黨 | 第四屆       |        |
| 4  | 梁君彥   |            | 經民聯 | 工業界(第一) | 第五屆 |
| 5  | 李慧琼   |            | 民建聯 | 區議會(第二) | 第六屆 |
| 5  | 李慧琼   | 九龍中     | 民建聯 | 第七屆       |        |

立法會內務委員會副主席
| 任 | 主席   | 政黨       | 政黨       | 選區                     | 屆別   |
| -- | ------ | ---------- | ---------- | ------------------------ | ------ |
| 1  | 楊森   |            | 民主黨     | 香港島                   | 第一屆 |
| 2  | 李華明 |            | 民主黨     | 九龍東                   | 第二屆 |
| 2  | 李華明 | 第三屆     | 民主黨     | 九龍東                   |        |
| 2  | 李華明 | 第四屆     | 民主黨     | 九龍東                   |        |
| 3  | 湯家驊 |            | 公民黨     | 新界東                   | 第五屆 |
| 4  | 馬逢國 |            | 新世紀論壇 | 體育、演藝、文化及出版界 | 第五屆 |
| 5  | 郭榮鏗 |            | 公民黨     | 法律界                   | 第六屆 |
| 6  | 馬逢國 |            | 新世紀論壇 | 體育、演藝、文化及出版界 | 第六屆 |
| 6  | 馬逢國 | 選舉委員會 | 新世紀論壇 | 第七屆                   |        |
| 7  | 陳健波 |            | 獨立       | 第七屆                   | 保險界 |